# Tatra KT4UA
Tatra KT4UA VinWay – typ trójczłonowego przegubowego tramwaju, który powstał w wyniku modernizacji czechosłowackiego tramwaju Tatra KT4SU. Przebudowę na typ KT4UA przeprowadzono w zajezdni tramwajowej w Winnicy. W latach 2016–2018 powstały cztery tramwaje tego typu.

## Modernizacja
Jako wzór do zakresu modernizacji przyjęto dwuczłonowy tramwaj KT4C, który został wyremontowany siłami winnickiej zajezdni. W porównaniu z nim tramwaje KT4UA otrzymały dodatkowy środkowy człon niskopodłogowy. Człon ten ma długość 10 m i opiera się na dwóch wózkach pochodzących z wycofanych z ruchu tramwajów KT4SU. Nową aparaturę elektryczną TV Europulse zakupiono w czeskiej firmie Cegelec. Zamontowano nowe czoła z kompozytów wzmacnianych włóknem szklanym, wymieniono poszycie wagonu i wyremontowano wnętrze. Drzwi harmonijkowe wymieniono na dwuczęściowe drzwi odskokowo-uchylne.
| Państwo        | Miasto         | Typ            | Lata modernizacji | Liczba | Numery taborowe    |       |
| -------------- | -------------- | -------------- | ----------------- | ------ | ------------------ | ----- |
| Ukraina        | Winnica        | KT4UA          | 2016–2018         | 4      | 221, 223, 225, 228 | [ 2 ] |
| Łączna liczba: | Łączna liczba: | Łączna liczba: | Łączna liczba:    | 4      |                    |       |